# فور بيرز (داكوتا الشمالية)
فور بيرز (بالإنجليزية: Four Bears Village CDP, North Dakota)‏ هي قرية تقع بولاية داكوتا الشمالية في الولايات المتحدة. تبلغ مساحتها 2.7 كم2، وترتفع عن سطح البحر 596 م، بلغ عدد سكانها 517 نسمة في عام 2010 حسب إحصاء مكتب تعداد الولايات المتحدة وتصل الكثافة السكانية فيها 191.5 نسمة لكل كيلومتر مربع (496.0/ميل2).

## التركيبة السكانية
حدّد مكتب تعداد الولايات المتحدة بيانات التركيبة السكانية لفور بيرز في تعداد الولايات المتحدة. في ما يلي، التركيبة السكانية حسب تعدادي 2000 و2010.

### تعداد عام 2000
بلغ عدد سكان فور بيرز 364 نسمة بحسب تعداد عام 2000، وبلغ عدد الأسر 87 أسرة وعدد العائلات 80 عائلة مقيمة في القرية. في حين سجلت الكثافة السكانية 134.8 نسمة لكل كيلومتر مربع (349.1/ميل2). وبلغ عدد الوحدات السكنية 90 وحدة بمتوسط كثافة قدره 33.3 لكل كيلومتر مربع (86.2/ميل2).
وتوزع التركيب العرقي للقرية بنسبة 4.12% من البيض و93.96% من الأمريكيين الأصليين و1.92% من عرقين مختلطين أو أكثر و3.02% من الهسبانيون أو اللاتينيون من أي عرق.
بلغ عدد الأسر 87 أسرة كانت نسبة 77% منها لديها أطفال تحت سن الثامنة عشر تعيش معهم، وبلغت نسبة الأزواج القاطنين مع بعضهم البعض 42.5% من أصل المجموع الكلي للأسر، ونسبة 36.8% من الأسر كان لديها معيلات من الإناث دون وجود شريك،  بينما كانت نسبة 12.6% من الأسر لديها معيلون من الذكور دون وجود شريكة وكانت نسبة 8% من غير العائلات. تألفت نسبة 6.9% من أصل جميع الأسر من عدة أفراد يعيشون في نفس المنزل ونسبة 1.1% كانت تتألف من شخص يعيش بمفرده يبلغ من العمر 65 عاماً أو أكثر. وبلغ متوسط حجم الأسرة المعيشية 4.18، أما متوسط حجم العائلات فبلغ 4.19.
بلغ العمر الوسطي للسكان 19.4 عاماً. وكانت نسبة 48.6% من القاطنين تحت سن الثامنة عشر، وكانت نسبة 7.7% بين الثامنة عشر والرابعة والعشرين عاماً، ونسبة 29.1% كانت واقعةً في الفئة العمرية ما بين الخامسة والعشرين والرابعة والأربعين عاماً، ونسبة 11.5% كانت ما بين الخامسة والأربعين والرابعة والستين، ونسبة 3% كانت ضمن فئة الخامسة والستين عاماً فما فوق. يوجد لكل 100 أنثى 83.8 ذكر، ويوجد لكل 100 أنثى في الثامنة عشر من عمرها فما فوق 76.4 ذكر.
بلغ متوسط دخل الأسرة في القرية 28,194 دولارًا، أما متوسط دخل العائلة فبلغ 26,250 دولارًا. وكان متوسط دخل الذكور 29,125 دولارًا مقابل 17,500 دولارًا للإناث. وسجل دخل الفرد الخاص بالقرية 7,681 دولارًا. وكانت نسبة 35.7% من العائلات ونسبة 31.2% من السكان تحت خط الفقر، وكان من هؤلاء نسبة 38% تحت سن الثامنة عشر ونسبة 50% في الخامسة والستين من العمر وما فوق.

### تعداد عام 2010
بلغ عدد سكان فور بيرز 517 نسمة بحسب تعداد عام 2010، وبلغ عدد الأسر 139 أسرة وعدد العائلات 125 عائلة مقيمة في القرية. في حين سجلت الكثافة السكانية 191.5 نسمة لكل كيلومتر مربع (496.0/ميل2). وبلغ عدد الوحدات السكنية 155 وحدة بمتوسط كثافة قدره 57.4 لكل كيلومتر مربع (148.7/ميل2).
وتوزع التركيب العرقي للقرية بنسبة 2.13% من البيض و96.32% من الأمريكيين الأصليين و0.19% من الأمريكيين ذوي الأصول الآسيوية و0.77% من الأعراق الأخرى و0.58% من عرقين مختلطين أو أكثر و1.93% من الهسبانيون أو اللاتينيون من أي عرق.
بلغ عدد الأسر 139 أسرة كانت نسبة 69.8% منها لديها أطفال تحت سن الثامنة عشر تعيش معهم، وبلغت نسبة الأزواج القاطنين مع بعضهم البعض 32.4% من أصل المجموع الكلي للأسر، ونسبة 45.3% من الأسر كان لديها معيلات من الإناث دون وجود شريك،  بينما كانت نسبة 12.2% من الأسر لديها معيلون من الذكور دون وجود شريكة وكانت نسبة 10.1% من غير العائلات. تألفت نسبة 7.9% من أصل جميع الأسر من عدة أفراد يعيشون في نفس المنزل ونسبة 1.4% كانت تتألف من شخص يعيش بمفرده يبلغ من العمر 65 عاماً أو أكثر. وبلغ متوسط حجم الأسرة المعيشية 3.72، أما متوسط حجم العائلات فبلغ 3.81.
بلغ العمر الوسطي للسكان 23.4 عاماً. وكانت نسبة 41% من القاطنين تحت سن الثامنة عشر، وكانت نسبة 12.2% بين الثامنة عشر والرابعة والعشرين عاماً، ونسبة 23.4% كانت واقعةً في الفئة العمرية ما بين الخامسة والعشرين والرابعة والأربعين عاماً، ونسبة 19.1% كانت ما بين الخامسة والأربعين والرابعة والستين، ونسبة 4.3% كانت ضمن فئة الخامسة والستين عاماً فما فوق. وتوزع التركيب الجنسي للسكان بنسبة 41% ذكور و59% إناث.